# Bisdom Orihuela-Alicante
Het bisdom Orihuela-Alicante (Latijn: Dioecesis Oriolensis-Lucentina) is een rooms-katholiek bisdom met zetels in de gemeenten Orihuela en Alicante, in Spanje. Het bisdom is suffragaan aan het aartsbisdom Valencia.

## Geschiedenis
Het bisdom werd opgericht op 14 juli 1564 uit delen van het bisdom Cartagena als bisdom Orihuela. Op 9 maart 1959 veranderde het van naam naar bisdom Orihuela-Alicante. 

## Parochies
Het bisdom had in 2021 een oppervlakte van 4.384 km2 en telde 1.626.832 inwoners waarvan 73,7% rooms-katholiek was.

## Bisschoppen
- Gregorio Antonio Gallo de Andrade (22 augustus 1565 - 11 september 1577)
- Tomás Dacio (13 januari 1578 - 19 mei 1585)
- Cristóbal Robuster y Senmanat (17 augustus 1587 - 9 november 1593)
- José Esteve Juan (12 januari 1594 - 2 november 1603)
- Andrés Balaguer Salvador (10 november 1604 - 11 april 1626)
- Bernardo Caballero Paredes (22 maart 1627 - 13 augustus 1635)
- Juan García Arlés (7 januari 1636 - 23 maart 1644)
- Félix Guzmán (14 november 1644 - 1 maart 1646)
- Juan de Orta y Moreno (19 november 1646 - 5 november 1650)
- Luis Crespi y Borja (28 oktober 1651 - 2 september 1658)
- Pedro Olginat de Medicis (10 maart 1659 - 26 april 1659)
- Acacio March de Velasco (26 januari 1660 - 27 mei 1665)
- José Bergés (1 februari 1666 - 21 juni 1678)
- Marcelo Marona ( 1678 - 20 september 1678)
- Antonio Sánchez del Castellar (17 juli 1679 - 24 augustus 1700)
- José de la Torre Orumbela (3 oktober 1701 - 6 januari 1712)
- José Espejo y Cisneros (28 mei 1714 - 2 juli 1717)
- Salvador Rodríguez Castelblanco (22 november 1717 - 20 juni 1727)
- José Flores Osorio (22 december 1727 - 3 maart 1738)
- Juan Elías Gómez Terán (5 mei 1738 - 9 oktober 1758)
- Pedro Albornoz Tapia (15 december 1760 - 22 januari 1767)
- José Tormo Juliá (1 juni 1767 - 26 november 1790)
- Antonio Despuig y Dameto (26 september 1791 - 1 juni 1795)
- Francisco Javier Cabrera Velasco (1 juni 1795 - 24 juli 1797)
- Francisco Antonio Cebrián y Valdá (24 juli 1797 - 7 juli 1815)
- Simón López García (18 december 1815 - 27 september 1824)
- Félix Herrero Valverde (27 september 1824 - 29 maart 1858)
- Pedro María Cubero López de Padilla (27 september 1858 - 11 november 1881)
- Victoriano Guisasola y Rodríguez (27 maart 1882 - 10 juni 1886)
- Juan Maura y Gelabert (10 juni 1886 - 24 januari 1910)
- Ramón Plaza y Blanco (18 juli 1913 - 8 november 1921)
- Francisco Javier de Irastorza y Loinaz (27 juni 1922 - 29 december 1943)
- José García y Goldaraz (10 augustus 1944 - 25 augustus 1953)
- Pablo Barrachina Estevan (31 maart 1954 - 12 mei 1989)
- Francisco Alvarez Martínez (12 mei 1989 - 23 juni 1995)
- Victorio Oliver Domingo (22 februari 1996 - 26 november 2005)
- Rafael Palmero Ramos (26 november 2005 - 27 juli 2012)
- Jesús Murgui Soriano (27 juli 2012 - 7 december 2021)
- José Ignacio Munilla Aguirre (7 december 2021 - heden)

Valencia (aartsbisdom) · Ibiza · Majorca · Menorca · Orihuela-Alicante · Segorbe-Castellón